# X-Faktor (tizenkettedik évad)
Az X-Faktor című énekes tehetségkutató show-műsor tizenkettedik évada 2024. szeptember 7-én vette kezdetét az RTL-en.
Bár már 2022. szeptember 30-án bejelentette a csatorna, hogy 2023-ban képernyőre kerül az évad és elkezdődött a jelentkezők toborzása, végül 2023. február 3-án Kolosi Péter programigazgató a Fókusz című közszolgálati magazinműsorban bejelentette, hogy az X-Faktor 12. évada 2023-ban elmarad, helyette a rivális TV2 által 2012-13-ban bemutatott The Voice című tehetségkutató műsor második évada került képernyőre, ahol még aznap elkezdődött a jelentkezők toborzása. 2023. november 26-án, a Sztárbox című műsor harmadik évadának első elődöntőjében jelentette be Szujó Zoltán, hogy 2024-ben képernyőre kerül az X-Faktor következő évada, egyúttal az adásban megjelent egy rövid felhívás a jelentkezésre.
A tizenkettedik évad győztesének nyereménye 36 millió forint, mely a magyar X-Faktor történetének legmagasabb pénznyereménye.

## Készítők

### Mentorok
ByeAlex, a magyar X-Faktor történetének legtöbb győztes versenyzővel rendelkező mentora 2023. február 3-án bejelentette, hogy távozik a mentorszékből. 2024. április 3-án bejelentették, hogy Gáspár Laci az egyedüli visszatérő a régi mentorcsapatból, aki ezt a pozíciót immáron hetedik alkalommal látja el. 2024. április 8-án bejelentették, hogy az RTL-hez tavaly decemberben átigazolt Majoros Péter „Majka” lesz az egyik új mentor. 2024. április 15-én bejelentették, hogy a VALMAR duó tagja, Valkusz Milán lesz a harmadik férfi mentor. 2024. április 22-én a Fókuszban bejelentették, hogy a női mentor a műsor ötödik évadának győztese, Tóth Andi lesz.

### Műsorvezető(k)
A műsorvezetők Miller Dávid és a rivális TV2-től átigazolt Pápai Joci  voltak, előbbi harmadik alkalommal látja el ezt a pozíciót. Így ez lesz a harmadik olyan évad, melyet két műsorvezető vezet.

## Műsorok felvételről

### Válogatók
A jelentkezés alsó korhatára ebben az évadban is 14 év volt. A válogatók szeptember 7-én, 14-én, 21-én, 28-án, október 5-én, 12-én és 19-én kerültek adásba. Az előző évadokhoz képest 4 válogató helyett 8 válogató készült.

#### Első válogató (2024. szeptember 7.)
| # | Előadó | Életkor | Dal | Mentorok értékelése | Mentorok értékelése | Mentorok értékelése | Mentorok értékelése |
| - | ------ | ------- | --- | ------------------- | ------------------- | ------------------- | ------------------- |

#### Második válogató (2024. szeptember 14.)
| # | Előadó | Életkor | Dal | Mentorok értékelése | Mentorok értékelése | Mentorok értékelése | Mentorok értékelése |
| - | ------ | ------- | --- | ------------------- | ------------------- | ------------------- | ------------------- |

#### Harmadik válogató (2024. szeptember 21.)
| # | Előadó | Életkor | Dal | Mentorok értékelése | Mentorok értékelése | Mentorok értékelése | Mentorok értékelése |
| - | ------ | ------- | --- | ------------------- | ------------------- | ------------------- | ------------------- |

#### Negyedik válogató (2024. szeptember 28.)
| # | Előadó | Életkor | Dal | Mentorok értékelése | Mentorok értékelése | Mentorok értékelése | Mentorok értékelése |
| - | ------ | ------- | --- | ------------------- | ------------------- | ------------------- | ------------------- |

#### Ötödik válogató (2024. október 5.)
| # | Előadó | Életkor | Dal | Mentorok értékelése | Mentorok értékelése | Mentorok értékelése | Mentorok értékelése |
| - | ------ | ------- | --- | ------------------- | ------------------- | ------------------- | ------------------- |

#### Hatodik válogató (2024. október 12.)
| # | Előadó | Életkor | Dal | Mentorok értékelése | Mentorok értékelése | Mentorok értékelése | Mentorok értékelése |
| - | ------ | ------- | --- | ------------------- | ------------------- | ------------------- | ------------------- |

#### Hetedik válogató (2024. október 19.)
| # | Előadó         | Életkor | Dal                           | Mentorok értékelése   | Mentorok értékelése   | Mentorok értékelése   | Mentorok értékelése   |
| # | Előadó         | Életkor | Dal                           | Majka                 | Tóth Andi             | Valkusz Milán         | Gáspár Laci           |
| - | -------------- | ------- | ----------------------------- | --------------------- | --------------------- | --------------------- | --------------------- |
| 1 | Hétvári Andrea | 49      | Őszi falevél (Gryllus Vilmos) | Nem kapott értékelést | Nem kapott értékelést | Nem kapott értékelést | Nem kapott értékelést |

#### Nyolcadik válogató (2024. október 26.)
| # | Előadó | Életkor | Dal | Mentorok értékelése | Mentorok értékelése | Mentorok értékelése | Mentorok értékelése |
| - | ------ | ------- | --- | ------------------- | ------------------- | ------------------- | ------------------- |

### Tábor
A Tábor első és legfontosabb feladata a csoportos feladat volt, ahol a mentoroknak azt is el kellett dönteniük, hogy egy-egy továbbjutó versenyző melyikük csapatába kerüljön. Ezt követte a székes feladat, melynek újítása az volt, hogy innen az élő show-ba jutás volt a tét: a színpad szélén három darab fehér és egy darab piros szék került elhelyezésre, a mentorok ugyanúgy csapatonként hallgatták meg a produkciókat, azonban az adott csapat mentorának nemcsak arról kellett döntenie, hogy leülteti-e a versenyzőt, hanem arról is, hogy a piros székre vagy a fehér székek egyikére ülhet a versenyző. Az a versenyző, aki a piros széket kapta meg, automatikusan az élő show-ba jutott, míg a fehér székeken ülő versenyzők nem érezhették magukat biztonságban, ugyanis ha foglalt volt mindhárom fehér szék, akkor a mentornak egy újabb versenyző esetén ki kellett választania, hogy kinek kell vele helyet cserélni. Ugyanakkor ha egy mentor igazságtalannak érezte a társa döntését, akkor elrabolhatta a kiejtett versenyzőt. Amennyiben az utolsó produkció után mind a négy szék foglalt volt, a mentornak el kellett döntenie, hogy a fehér székeken ülő három versenyző közül melyik kettőt viszi az élő show-ba. A Tábor 2024. október 26-án, 27-én és november 2-án került adásba.

#### Székes feladat
| #             | Előadó                 | Dal                                    | Mentor döntése                           | Székeken helyet foglaló versenyzők | Székeken helyet foglaló versenyzők | Székeken helyet foglaló versenyzők | Székeken helyet foglaló versenyzők |
| #             | Előadó                 | Dal                                    | Mentor döntése                           | 1. szék                            | 2. szék                            | 3. szék                            | 4. szék                            |
| Majka csapata | Majka csapata          | Majka csapata                          | Majka csapata                            | Majka csapata                      | Majka csapata                      | Majka csapata                      | Majka csapata                      |
| ------------- | ---------------------- | -------------------------------------- | ---------------------------------------- | ---------------------------------- | ---------------------------------- | ---------------------------------- | ---------------------------------- |
| 1             | Kalopsia               | idontwannabeyouanymore (Billie Eilish) | Szék → Kiesett                           | üres                               | Kalopsia                           | üres                               | üres                               |
| 2             | Kovács Krisztián Csaba | Someone like You (Adele)               | Kiesett                                  | üres                               | Kalopsia                           | üres                               | üres                               |
| 3             | Tóth Zoltán Attila     | Grenade (Bruno Mars)                   | Kiesett                                  | üres                               | Kalopsia                           | üres                               | üres                               |
| 4             | Császár Tímea          | A Natural Woman (Aretha Franklin)      | Szék → Kiesett                           | üres                               | Kalopsia                           | Császár Tímea                      | üres                               |
| 5             | Tinashe Tevin Magaiza  | Dancing on My Own (Calum Scott)        | Szék → Kiesett                           | üres                               | Kalopsia                           | Császár Tímea                      | Tinashe Tevin Magaiza              |
| 6             | Horváth Krisztián      | Megtalállak (Gáspár Laci)              | Szék → Kiesett                           | üres                               | Horváth Krisztián                  | Császár Tímea                      | Tinashe Tevin Magaiza              |
| 7             | Ferkó Emília Veronika  | Mámor (Zóra)                           | Szék → Kiesett                           | üres                               | Ferkó Emília Veronika              | Császár Tímea                      | Tinashe Tevin Magaiza              |
| 8             | Balczó Ábel            | Álmodtam (saját dal)                   | Szék → Kiesett                           | üres                               | Ferkó Emília Veronika              | Császár Tímea                      | Balczó Ábel                        |
| 9             | Joób Martin Márk       | Rosenberg Dani (Pajor Tamás)           | Szék → Kiesett                           | üres                               | Ferkó Emília Veronika              | Joób Martin Márk                   | Balczó Ábel                        |
| 10            | Abodi-Nagy Blanka      | You Shook Me All Night Long (AC/DC)    | Szék → Kiesett                           | üres                               | Abodi-Nagy Blanka                  | Joób Martin Márk                   | Balczó Ábel                        |
| 11            | Miklós Vivien          | Voilà (Barbara Pravi)                  | Szék → Továbbjutott                      | Miklós Vivien                      | Abodi-Nagy Blanka                  | Joób Martin Márk                   | Balczó Ábel                        |
| 12            | Fehér Krisztián        | Prikézsia (saját dal)                  | Szék → Kiesett → Ellopták → Továbbjutott | Miklós Vivien                      | Abodi-Nagy Blanka                  | Joób Martin Márk                   | Fehér Krisztián                    |
| 13            | Bogár Petra            | When We Were Young (Adele)             | Szék → Továbbjutott                      | Miklós Vivien                      | Bogár Petra                        | Joób Martin Márk                   | Fehér Krisztián                    |
| 14            | Éberkóma               | OLÁ’ LÉ (saját dal)                    | Szék → Továbbjutott                      | Miklós Vivien                      | Bogár Petra                        | Éberkóma                           | üres                               |

| #                   | Előadó                     | Dal                                   | Mentor döntése      | Székeken helyet foglaló versenyzők | Székeken helyet foglaló versenyzők | Székeken helyet foglaló versenyzők | Székeken helyet foglaló versenyzők |
| #                   | Előadó                     | Dal                                   | Mentor döntése      | 1. szék                            | 2. szék                            | 3. szék                            | 4. szék                            |
| Gáspár Laci csapata | Gáspár Laci csapata        | Gáspár Laci csapata                   | Gáspár Laci csapata | Gáspár Laci csapata                | Gáspár Laci csapata                | Gáspár Laci csapata                | Gáspár Laci csapata                |
| ------------------- | -------------------------- | ------------------------------------- | ------------------- | ---------------------------------- | ---------------------------------- | ---------------------------------- | ---------------------------------- |
| 1                   | Kozma Melissza             | Tisztán iszom (Azahriah)              | Kiesett             | üres                               | üres                               | üres                               | üres                               |
| 2                   | Barkóczi Klaudia Dzsenifer | …Baby One More Time (Britney Spears)  | Kiesett             | üres                               | üres                               | üres                               | üres                               |
| 3                   | Balogh Bernadett           | The Best (Tina Turner)                | Kiesett             | üres                               | üres                               | üres                               | üres                               |
| 4                   | Szegedi Vivien             | Jajdogálni fogsz (Paulina)            | Kiesett             | üres                               | üres                               | üres                               | üres                               |
| 5                   | Boros László Róbert        | Aprócska Blues (Rúzsa Magdi)          | Kiesett             | üres                               | üres                               | üres                               | üres                               |
| 6                   | Balogh János               | Bolond vagyok mert.... (Gáspár Laci)  | Kiesett             | üres                               | üres                               | üres                               | üres                               |
| 7                   | Dankó Tünde                |                                       | Kiesett             | üres                               | üres                               | üres                               | üres                               |
| 8                   | Kanalas Sándor             |                                       | Kiesett             | üres                               | üres                               | üres                               | üres                               |
| 9                   | Leftovers                  | Price Tag (Jessie J)                  | Szék → Kiesett      | üres                               | Leftovers                          | üres                               | üres                               |
| 10                  | Taranenkó Szófia           |                                       | Szék → Kiesett      | üres                               | Leftovers                          | Taranenkó Szófia                   | üres                               |
| 11                  | Béres Tímea                |                                       | Szék → Kiesett      | üres                               | Leftovers                          | Taranenkó Szófia                   | Béres Tímea                        |
| 12                  | Kanalas Cintia             | I See Red (Everybody Loves An Outlaw) | Szék → Kiesett      | üres                               | Kanalas Cintia                     | Taranenkó Szófia                   | Béres Tímea                        |
| 13                  | Rácz Gyula                 | Világítótorony (Berkes Olivér)        | Szék → Kiesett      | üres                               | Kanalas Cintia                     | Rácz Gyula                         | Béres Tímea                        |
| 14                  | Juhos Zsófi                | Úgy Fáj (Radics Gigi)                 | Szék → Kiesett      | üres                               | Kanalas Cintia                     | Rácz Gyula                         | Juhos Zsófi                        |
| 15                  | Toldi Sándor               |                                       | Szék → Továbbjutott | üres                               | Kanalas Cintia                     | Toldi Sándor                       | Juhos Zsófi                        |
| 16                  | Osztolykán Alex            |                                       | Kiesett             | üres                               | Kanalas Cintia                     | Toldi Sándor                       | Juhos Zsófi                        |
| 17                  | Krága René                 |                                       | Kiesett             | üres                               | Kanalas Cintia                     | Toldi Sándor                       | Juhos Zsófi                        |
| 18                  | Gyöngyi Bodisová           |                                       | Kiesett             | üres                               | Kanalas Cintia                     | Toldi Sándor                       | Juhos Zsófi                        |
| 19                  | Adaluz Suárez González     |                                       | Kiesett             | üres                               | Kanalas Cintia                     | Toldi Sándor                       | Juhos Zsófi                        |
| 20                  | Sárközi Roland             |                                       | Szék → Továbbjutott | üres                               | Kanalas Cintia                     | Toldi Sándor                       | Sárközi Roland                     |
| 21                  | Szabó Bence                | Féltelek (Bari László)                | Szék → Továbbjutott | Szabó Bence                        | üres                               | Toldi Sándor                       | Sárközi Roland                     |

| #                     | Előadó                | Dal                   | Mentor döntése        | Székeken helyet foglaló versenyzők | Székeken helyet foglaló versenyzők | Székeken helyet foglaló versenyzők | Székeken helyet foglaló versenyzők |                       |                       |
| #                     | Előadó                | Dal                   | Mentor döntése        | 1. szék                            | 2. szék                            | 3. szék                            | 4. szék                            |                       |                       |
| Valkusz Milán csapata | Valkusz Milán csapata | Valkusz Milán csapata | Valkusz Milán csapata | Valkusz Milán csapata              | Valkusz Milán csapata              | Valkusz Milán csapata              | Valkusz Milán csapata              | Valkusz Milán csapata | Valkusz Milán csapata |
| --------------------- | --------------------- | --------------------- | --------------------- | ---------------------------------- | ---------------------------------- | ---------------------------------- | ---------------------------------- | --------------------- | --------------------- |

| #                 | Előadó            | Dal               | Mentor döntése    | Székeken helyet foglaló versenyzők | Székeken helyet foglaló versenyzők | Székeken helyet foglaló versenyzők | Székeken helyet foglaló versenyzők |                   |                   |
| #                 | Előadó            | Dal               | Mentor döntése    | 1. szék                            | 2. szék                            | 3. szék                            | 4. szék                            |                   |                   |
| Tóth Andi csapata | Tóth Andi csapata | Tóth Andi csapata | Tóth Andi csapata | Tóth Andi csapata                  | Tóth Andi csapata                  | Tóth Andi csapata                  | Tóth Andi csapata                  | Tóth Andi csapata | Tóth Andi csapata |
| ----------------- | ----------------- | ----------------- | ----------------- | ---------------------------------- | ---------------------------------- | ---------------------------------- | ---------------------------------- | ----------------- | ----------------- |

### Az élő show-s versenyzők
| Mentor        | Versenyzők                 | Versenyzők          | Versenyzők     |
| ------------- | -------------------------- | ------------------- | -------------- |
| Majka         | Miklós Vivien              | Bogár Petra „Koren” | Éberkóma       |
| Tóth Andi     | Csuka Mónika „Monica Pike” | Zilincki Nóra       | Kundra Zsombor |
| Valkusz Milán | Fehér Krisztián1           | Szabó Ernő „Henn”   | Steve Major2   |
| Gáspár Laci   | Szabó Bence                | Toldi Sándor        | Sárközi Roland |

1 Fehér Krisztián eredetileg Majka csapatának tagja volt, azonban miután a mentor felállította egy másik versenyzőért, Valkusz Milán felkarolta és végül Milán csapatából elsőként jutott az élő show-ba.
2 Valkusz Milán eredetileg a Peterpost x Leo duót választotta, azonban őket kizárták a versenyből, ugyanis több alkalommal megszegték az X-Faktor szabályzatát, és nem tartották be az elvárt viselkedési normákat egymással és másokkal szemben sem. Helyükre a székes feladatnál kiesett Steve Major került.

## Élő műsorok
Az első élő show 2024. november 9-én került képernyőre. Ekkor derült ki, hogy kit választott Valkusz Milán a kizárt Peterpost x Leó helyére.
Ebben az évadban az élő műsorok stúdiója 11 évad után teljesen megújult. Az új stúdió lehetőséget biztosít korlátozott számban jegyek eladására is. Ezek mellett ebben az évadban az élő show szabályai is megváltoztak. A korábbi négy évadhoz hasonlóan most is öt élő adás volt és az első héten négy szék volt elhelyezve a színpad szélén, ide azok a versenyzők ülhettek le, akiket a mentorok tovább akartak juttatni a következő hétre, azonban a székeken ülő versenyzők cserélődhettek. A második héten három, a harmadik és a negyedik héten kettő szék volt a színpad szélén. Ahhoz, hogy a versenyző leüljön, legalább három mentor IGEN szavazata volt szükséges. Az évad újítása, hogy a nézők a teljes szavazási etap alatt szavazhattak az RTL.hu mobilapplikáción és a szavazas.rtl.hu oldalon keresztül, valamint emelt díjas telefonhívással, mely ötszörös szorzóval került beszámításra. Amennyiben a székek foglaltak voltak és a mentorok újabb versenyzőt ültettek le, akkor a szavazás aktuális állása alapján dőlt el, hogy a széken helyet foglaló versenyzők közül ki kerül a veszélyzónába. Az a négy versenyző jutott tovább biztosan, akik az utolsó produkció után ülve maradtak. A két körben leadott nézői szavazatok alapján a veszélyzónából további négy versenyző jutott tovább, így az első héten négy versenyző esett ki. A második és a harmadik héten kettő-kettő, az elődöntőben egy versenyző esett ki.

### Összesített eredmények
Jelmagyarázat
| – | Majka csapata                                                             |
| – | Tóth Andi csapata                                                         |
| – | Valkusz Milán csapata                                                     |
| – | Gáspár Laci csapata                                                       |
| – | A versenyzőt a zsűri juttatta tovább                                      |
| – | A versenyző a nézői voksokkal jutott tovább                               |
| – | A versenyzőt nem juttatta tovább sem a zsűri, sem a közönség, így kiesett |

| #       | Versenyző       | 1. hét (november 9.)            | 2. hét (november 16.)             | 3. hét (november 23)              | 3. hét (november 23)              | 4. hét (november 30.)             | 5. hét (december 7.)              | 5. hét (december 7.)              |
| #       | Versenyző       | 1. hét (november 9.)            | 2. hét (november 16.)             | Első kör                          | Második kör                       | 4. hét (november 30.)             | Első kör                          | Második kör                       |
| ------- | --------------- | ------------------------------- | --------------------------------- | --------------------------------- | --------------------------------- | --------------------------------- | --------------------------------- | --------------------------------- |
| 1.      | Fehér Krisztián | 5-8. Nézői szavazatok           | 1-3. Mentorok döntése             | Továbbjutott                      | 3-4. Nézői szavazatok             | 1-2. Mentorok döntése             | Továbbjutott                      | Győztes                           |
| 2.      | Sárközi Roland  | 1-4. Mentorok döntése           | 4-6. Nézői szavazatok             | Továbbjutott                      | 3-4. Nézői szavazatok             | 3. Nézői szavazatok               | Továbbjutott                      | 2. helyezett                      |
| 3.      | Éberkóma        | 5-8. Nézői szavazatok           | 1-3. Mentorok döntése             | Továbbjutott                      | 1-2. Mentorok döntése             | 1-2. Mentorok döntése             | 3. helyezett                      | 3. helyezett                      |
| 4.      | Zilincki Nóra   | 5-8. Nézői szavazatok           | 4-6. Nézői szavazatok             | Továbbjutott                      | 1-2. Mentorok döntése             | 4. Nézői szavazatok               | Kiesett (4. hét) Nézői szavazatok | Kiesett (4. hét) Nézői szavazatok |
| 5.      | Toldi Sándor    | 5-8. Nézői szavazatok           | 4-6. Nézői szavazatok             | Továbbjutott                      | 5. Nézői szavazatok               | Kiesett (3. hét) Nézői szavazatok | Kiesett (3. hét) Nézői szavazatok | Kiesett (3. hét) Nézői szavazatok |
| 6.      | Szabó Bence     | 1-4. Mentorok döntése           | 1-3. Mentorok döntése             | 6. Nézői szavazatok               | Kiesett (3. hét) Nézői szavazatok | Kiesett (3. hét) Nézői szavazatok | Kiesett (3. hét) Nézői szavazatok | Kiesett (3. hét) Nézői szavazatok |
| 7-8.    | Henn            | 1-4. Mentorok döntése           | 7-8. Nézői szavazatok             | Kiesett (2. hét) Nézői szavazatok | Kiesett (2. hét) Nézői szavazatok | Kiesett (2. hét) Nézői szavazatok | Kiesett (2. hét) Nézői szavazatok | Kiesett (2. hét) Nézői szavazatok |
| 7-8.    | Steve Major     | 1-4. Mentorok döntése           | 7-8. Nézői szavazatok             | Kiesett (2. hét) Nézői szavazatok | Kiesett (2. hét) Nézői szavazatok | Kiesett (2. hét) Nézői szavazatok | Kiesett (2. hét) Nézői szavazatok | Kiesett (2. hét) Nézői szavazatok |
| 9-12.   | Miklós Vivien   | 9-12. Nézői szavazatok          | Kiesett (1. hét) Nézői szavazatok | Kiesett (1. hét) Nézői szavazatok | Kiesett (1. hét) Nézői szavazatok | Kiesett (1. hét) Nézői szavazatok | Kiesett (1. hét) Nézői szavazatok | Kiesett (1. hét) Nézői szavazatok |
| 9-12.   | Koren           | 9-12. Nézői szavazatok          | Kiesett (1. hét) Nézői szavazatok | Kiesett (1. hét) Nézői szavazatok | Kiesett (1. hét) Nézői szavazatok | Kiesett (1. hét) Nézői szavazatok | Kiesett (1. hét) Nézői szavazatok | Kiesett (1. hét) Nézői szavazatok |
| 9-12.   | Monica Pike     | 9-12. Nézői szavazatok          | Kiesett (1. hét) Nézői szavazatok | Kiesett (1. hét) Nézői szavazatok | Kiesett (1. hét) Nézői szavazatok | Kiesett (1. hét) Nézői szavazatok | Kiesett (1. hét) Nézői szavazatok | Kiesett (1. hét) Nézői szavazatok |
| 9-12.   | Kundra Zsombor  | 9-12. Nézői szavazatok          | Kiesett (1. hét) Nézői szavazatok | Kiesett (1. hét) Nézői szavazatok | Kiesett (1. hét) Nézői szavazatok | Kiesett (1. hét) Nézői szavazatok | Kiesett (1. hét) Nézői szavazatok | Kiesett (1. hét) Nézői szavazatok |
| Kiesett | Kiesett         | Miklós Vivien nézői szavazatok  | Steve Major nézői szavazatok      | Szabó Bence nézői szavazatok      | Toldi Sándor nézői szavazatok     | Zilincki Nóra nézői szavazatok    | Éberkóma 3. helyezett             | Sárközi Roland 2. helyezett       |
| Kiesett | Kiesett         | Koren nézői szavazatok          | Steve Major nézői szavazatok      | Szabó Bence nézői szavazatok      | Toldi Sándor nézői szavazatok     | Zilincki Nóra nézői szavazatok    | Éberkóma 3. helyezett             | Sárközi Roland 2. helyezett       |
| Kiesett | Kiesett         | Monica Pike nézői szavazatok    | Henn nézői szavazatok             | Szabó Bence nézői szavazatok      | Toldi Sándor nézői szavazatok     | Zilincki Nóra nézői szavazatok    | Éberkóma 3. helyezett             | Fehér Krisztián Győztes           |
| Kiesett | Kiesett         | Kundra Zsombor nézői szavazatok | Henn nézői szavazatok             | Szabó Bence nézői szavazatok      | Toldi Sándor nézői szavazatok     | Zilincki Nóra nézői szavazatok    | Éberkóma 3. helyezett             | Fehér Krisztián Győztes           |

### 1. hét (november 9.)
| #   | Versenyző       | Dal (eredeti előadó)                      | Mentorok döntése | Mentorok döntése | Mentorok döntése | Mentorok döntése | Eredmény                          |
| #   | Versenyző       | Dal (eredeti előadó)                      | Majka            | Tóth Andi        | Valkusz Milán    | Gáspár Laci      | Eredmény                          |
| --- | --------------- | ----------------------------------------- | ---------------- | ---------------- | ---------------- | ---------------- | --------------------------------- |
| 1.  | HENN            | Nekem ez a fless(saját dal)               | Szék             | Szék             | Szék             | Szék             | Szék → Továbbjutott               |
| 2.  | Toldi Sándor    | Die with a Smile (Lady Gaga & Bruno Mars) | Szék             | Szék             | Szék             | Szék             | Szék → Veszélyzóna → Továbbjutott |
| 3.  | Monica Pike     | Shy Guy (Diana King)                      | —                | Szék             | Szék             | —                | Veszélyzóna → Kiesett             |
| 4.  | Zilincki Nóra   | Mamma Knows Best (Jessie J)               | Szék             | Szék             | Szék             | Szék             | Szék → Veszélyzóna → Továbbjutott |
| 5.  | Miklós Vivien   | Cry Me a River (Justin Timberlake)        | Szék             | Szék             | Szék             | —                | Szék → Veszélyzóna → Kiesett      |
| 6.  | Koren           | Most múlik pontosan (Quimby)              | Szék             | —                | —                | Szék             | Veszélyzóna → Kiesett             |
| 7.  | Steve Major     | You Give Love A Bad Name (Bon Jovi)       | Szék             | Szék             | Szék             | —                | Szék → Továbbjutott               |
| 8.  | Sárközi Roland  | My Way (Frank Sinatra)                    | Szék             | Szék             | Szék             | Szék             | Szék → Továbbjutott               |
| 9.  | Fehér Krisztián | Ajtó-Ablak (saját dal)                    | —                | —                | Szék             | —                | Veszélyzóna → Továbbjutott        |
| 10. | Kundra Zsombor  | Kellene még (saját dal)                   | —                | Szék             | —                | —                | Veszélyzóna → Kiesett             |
| 11. | Éberkóma        | Lobby (saját dal)                         | Szék             | Szék             | —                | —                | Veszélyzóna → Továbbjutott        |
| 12. | Szabó Bence     | Never Enough (Loren Allred)               | Szék             | Szék             | Szék             | Szék             | Szék → Továbbjutott               |

### 2. hét (november 16.)
| #  | Versenyző       | Dal (eredeti előadó)                                    | Mentorok döntése | Mentorok döntése | Mentorok döntése | Mentorok döntése | Eredmény                          |
| #  | Versenyző       | Dal (eredeti előadó)                                    | Majka            | Tóth Andi        | Valkusz Milán    | Gáspár Laci      | Eredmény                          |
| -- | --------------- | ------------------------------------------------------- | ---------------- | ---------------- | ---------------- | ---------------- | --------------------------------- |
| 1. | Steve Major     | I Was Made For Loving You (Kiss)                        | Szék             | Szék             | Szék             | Szék             | Szék → Veszélyzóna → Kiesett      |
| 2. | Szabó Bence     | Hallelujah (Leonard Cohen)                              | Szék             | Szék             | Szék             | Szék             | Szék → Továbbjutott               |
| 3. | Éberkóma        | Gyufa a lángon (saját dal)                              | Szék             | Szék             | Szék             | Szék             | Szék → Továbbjutott               |
| 4. | Zilincki Nóra   | Welcome To The Jungle (Guns N' Roses)                   | Szék             | Szék             | Szék             | Szék             | Szék → Veszélyzóna → Továbbjutott |
| 5. | Henn            | Madame (saját dal)                                      | —                | —                | Szék             | —                | Veszélyzóna → Kiesett             |
| 6. | Sárközi Roland  | Nothing's Gonna Change My Love For You (Glenn Medeiros) | Szék             | —                | Szék             | Szék             | Szék → Veszélyzóna → Továbbjutott |
| 7. | Fehér Krisztián | Testvér himnusz (saját dal)                             | —                | Szék             | Szék             | Szék             | Szék → Továbbjutott               |
| 8. | Toldi Sándor    | My All (Mariah Carey)                                   | —                | —                | Szék             | Szék             | Veszélyzóna → Továbbjutott        |

### 3. hét (november 23.)
A harmadik élő show-ra a versenyzők két produkcióval készültek, azonban az első körben csak a nézői szavazatokon múlt a sorsuk és az első kör végén az a versenyző, aki a legkevesebb szavazatot kapta, kiesett, ezt követően a szavazatokat továbbvittél a továbbjutó versenyzők. A második körben kettő széket helyeztek el a színpad szélére és a korábbi hetekhez hasonlóan a mentorok eldöntötték, hogy érdemel-e széket a versenyző vagy nem. Amikor mindkét szék foglalt volt és a mentorok újabb versenyzőt ültettek le, a pillanatnyi állás szerint kevesebb szavazattal rendelkező versenyző a veszélyzónába került. Az elődöntőbe az a kettő versenyző jutott tovább, akik az utolsó produkció után a székeken ülrek, mellettük a veszélyzónából a nézői voksok alapján ketten juttottak tovább.
| #           | Versenyző       | Dal (eredeti előadó)             | Mentorok döntése | Mentorok döntése | Mentorok döntése | Mentorok döntése | Eredmény                   |
| #           | Versenyző       | Dal (eredeti előadó)             | Majka            | Tóth Andi        | Valkusz Milán    | Gáspár Laci      | Eredmény                   |
| Első kör    | Első kör        | Első kör                         | Első kör         | Első kör         | Első kör         | Első kör         | Első kör                   |
| ----------- | --------------- | -------------------------------- | ---------------- | ---------------- | ---------------- | ---------------- | -------------------------- |
| 1.          | Toldi Sándor    | Te Conozco Bien (Marc Anthony)   |                  |                  |                  |                  | Továbbjutott               |
| 2.          | Éberkóma        | C'est la vie (saját dal)         | Továbbjutott     |                  |                  |                  |                            |
| 3.          | Szabó Bence     | Kölyköd voltam (Edda)            | Kiesett          |                  |                  |                  |                            |
| 4.          | Sárközi Roland  | Hiába menekülsz (Karády Katalin) | Továbbjutott     |                  |                  |                  |                            |
| 5.          | Fehér Krisztián | Szomszéd nője (saját dal)        | Továbbjutott     |                  |                  |                  |                            |
| 6.          | Zilincki Nóra   | Bohemian Rhapsody (Queen)        | Továbbjutott     |                  |                  |                  |                            |
| Második kör |                 |                                  |                  |                  |                  |                  |                            |
| 7.          | Sárközi Roland  | Sway (Michael Bublé)             | —                | —                | Szék             | Szék             | Veszélyzóna → Továbbjutott |
| 8.          | Toldi Sándor    | Vigyél el (Katona Klári)         | —                | —                | —                | Szék             | Veszélyzóna → Kiesett      |
| 9.          | Zilincki Nóra   | Rebel Yell (Billy Idol)          | Szék             | Szék             | Szék             | Szék             | Szék → Továbbjutott        |
| 10.         | Fehér Krisztián | Barbi Baba (saját dal)           | —                | —                | Szék             | Szék             | Veszélyzóna → Továbbjutott |
| 11.         | Éberkóma        | Kettesben (saját dal)            | Szék             | Szék             | —                | Szék             | Szék → Továbbjutott        |

### 4. hét – Elődöntő (november 30.)
Az elődöntőben kettő darab szék volt elhelyezve a színpad szélén, a versenyzők az egyéni produkció mellett egy általuk választott sztárvendéggel alkotott duettet is előadtak. Ha a mentorok szavazatai alapján döntetlen lett az állás, akkor a nézők egy másfél perces szavazás során döntötték el, hogy leülhet-e a versenyző vagy nem, azonban ezeket a szavazatokat lenullázták az eredményhirdetés után. Ha mindkét szék foglalt, viszont a mentorok döntése vagy a nézői szavazatok alapján újabb versenyző kapott széket, akkor a széken ülő két versenyző közül az, akinek az éppen aktuális állás szerint kevesebb szavazata volt, a veszélyzónába került. Az a két versenyző jutott tovább a döntőbe, akik az utolsó produkció után a székeken ültek. A veszélyzónából a nézői szavazatok alapján további egy versenyző jutott a döntőbe. A magyar X-Faktor történetében a 12. évadban fordult elő másodszor, hogy mind a 4 mentornak 1-1 versenyzője jutott be a TOP4-be.
| Sorrend | Versenyző                      | Dal (eredeti előadó)                                | Mentorok döntése | Mentorok döntése | Mentorok döntése | Mentorok döntése | Eredmény                          |
| Sorrend | Versenyző                      | Dal (eredeti előadó)                                | Majka            | Tóth Andi        | Valkusz Milán    | Gáspár Laci      | Eredmény                          |
| ------- | ------------------------------ | --------------------------------------------------- | ---------------- | ---------------- | ---------------- | ---------------- | --------------------------------- |
| 1.      | Zilincki Nóra és az AWS        | Viszlát nyár (AWS)                                  |                  |                  |                  |                  | Szék → Veszélyzóna → Kiesett      |
| 2.      | Zilincki Nóra                  | Nézz az ég felé (Charlie)                           | Szék             | Szék             | Szék             | Szék             | Szék → Veszélyzóna → Kiesett      |
| 3.      | Fehér Krisztián és G.w.M       | Jószívű csibész gyerek (saját dal)                  |                  |                  |                  |                  | Szék → Továbbjutott               |
| 4.      | Fehér Krisztián                | Erőszakos Gádzsi (saját dal)                        | Szék             | —                | Szék             | —                | Szék → Továbbjutott               |
| 5.      | Sárközi Roland és Radics Gigi  | Beauty And The Beast (Celine Dion, Peabo Bryson)    |                  |                  |                  |                  | Szék → Veszélyzóna → Továbbjutott |
| 6.      | Sárközi Roland                 | Maradj velem (Balázs Fecó)                          | Szék             | Szék             | Szék             | Szék             | Szék → Veszélyzóna → Továbbjutott |
| 7.      | Éberkóma és a Váradi Roma Café | Egész éjjel / Umbala-umba medley (Váradi Roma Cáfé) |                  |                  |                  |                  | Szék → Továbbjutott               |
| 8.      | Éberkóma                       | Nem is ez a lényeg (saját dal)                      | Szék             | Szék             | Szék             | —                | Szék → Továbbjutott               |

### 5. hét – Döntő (december 7.)
A döntőben nem voltak székek és a mentorok csak szóban értékelték produkciókat, kizárólag a nézői szavazatok döntöttek a versenyzők sorsáról. Miután minden versenyző előadta az első produkcióját és a mentoraikkal közös produkcióikat, lezárták a szavazást és kiderült, hogy ki lett a 12. évad harmadik helyezettje. Ezt követően a szavazatokat lenullázták és a második körben leadott szavazatok alapján dőlt el a győztes személye. Itt jelentették be, hogy 2025-ben, 13 év után visszatér a Csillag Születik! című tehetségkutató műsor, egyúttal elindult a jelentkezés az új évadba.
- Téma:  szabadon választott dal, duett a mentorokkal (1. kör), válogatón előadott dal (2. kör), a győztes produkciója
- Extra produkció: Gáspár Laci, Szabó Bence és Toldi Sándor: Nincs Karácsony Nélküled

| Sorrend               | Versenyző       | Dal (eredeti előadó)                                                     | Eredmény                  |
| Első kör              | Első kör        | Első kör                                                                 | Első kör                  |
| --------------------- | --------------- | ------------------------------------------------------------------------ | ------------------------- |
| 1.                    | Fehér Krisztián | Álomkép (saját dal)                                                      | Továbbjutott              |
| 5.                    | Fehér Krisztián | Péntek (saját dal) – duett Valkusz Milánnal                              | Továbbjutott              |
| 2.                    | Éberkóma        | Sorry (saját dal)                                                        | 3. helyezett              |
| 4.                    | Éberkóma        | Belehalok (Majka ft. Curtis) – duett Majkával                            | 3. helyezett              |
| 3.                    | Sárközi Roland  | Yesterday (The Beatles)                                                  | Továbbjutott              |
| 6.                    | Sárközi Roland  | Bolond vagyok, mert téged szeretlek (Gáspár Laci) – duett Gáspár Lacival | Továbbjutott              |
| Második kör           |                 |                                                                          |                           |
| 7.                    | Fehér Krisztián | Gyere kislány (saját dal)                                                | Győztes                   |
| 8.                    | Sárközi Roland  | My Way (Frank Sinatra)                                                   | 2. helyezett              |
| A győztes produkciója |                 |                                                                          |                           |
| 9.                    | Fehér Krisztián | Gyere kislány (saját dal)                                                | Gyere kislány (saját dal) |

A nézői szavazatok alapján a tizenkettedik évad győztese Fehér Krisztián lett.

## Nézettség
Jelmagyarázat
     – Az X-Faktor legmagasabb nézettsége
     – Az X-Faktor legalacsonyabb nézettsége
| Adás                               | Sugárzás             | Idősáv         | RTL                  | RTL                  | RTL                  | RTL                 | RTL                 | RTL                 | Forrás |
| Adás                               | Sugárzás             | Idősáv         | Teljes lakosság (4+) | Teljes lakosság (4+) | Teljes lakosság (4+) | Célközönség (18–59) | Célközönség (18–59) | Célközönség (18–59) | Forrás |
| Adás                               | Sugárzás             | Idősáv         | AMR                  | Arány (SHR%)         | Heti helyezés        | AMR                 | Arány (SHR%)        | Heti helyezés       | Forrás |
| ---------------------------------- | -------------------- | -------------- | -------------------- | -------------------- | -------------------- | ------------------- | ------------------- | ------------------- | ------ |
| Válogató – 1. rész                 | 2024. szeptember 7.  | szombat 19:30  | 599 819              | 17,3                 | 4.                   | 383 524             | 22,9                | 1.                  | [ 12 ] |
| Válogató – 2. rész                 | 2024. szeptember 14. | szombat 20:00  | 790 019              | 19,7                 | 4.                   | 525 166             | 25,5                | 1.                  | [ 13 ] |
| Válogató – 3. rész                 | 2024. szeptember 21. | szombat 20:00  | 675 192              | 18,2                 | 6.                   | 427 683             | 23,3                | 2.                  | [ 14 ] |
| Válogató – 4. rész                 | 2024. szeptember 28. | szombat 20:00  | 758 027              | 19,4                 | 4.                   | 493 908             | 25,4                | 1.                  | [ 15 ] |
| Válogató – 5. rész                 | 2024. október 5.     | szombat 20:00  | 810 891              | 20,3                 | 2.                   | 513 338             | 25,7                | 1.                  | [ 16 ] |
| Válogató – 6. rész                 | 2024. október 12.    | szombat 20:00  | 726 774              | 18,5                 | 5.                   | 467 351             | 23,6                | 1.                  | [ 17 ] |
| Válogató – 7. rész                 | 2024. október 19.    | szombat 20:00  | 743 283              | 18,0                 | 3.                   | 476 832             | 23,2                | 1.                  | [ 18 ] |
| Válogató – 8. rész Tábor – 1. rész | 2024. október 26.    | szombat 20:00  | 705 171              | 19,0                 | 5.                   | 465 582             | 23,7                | 2.                  | [ 19 ] |
| Tábor – 2. rész                    | 2024. október 27.    | vasárnap 19:30 | 720 922              | 18,8                 | 3.                   | 482 579             | 23,4                | 1.                  | [ 19 ] |
| Tábor – 3. rész                    | 2024. november 2.    | szombat 20:00  | 812 829              | 20,6                 | 1.                   | 522 113             | 24,7                | 1.                  | [ 20 ] |
| 1. élő show                        | 2024. november 9.    | szombat 19:30  | 707 259              | 20,0                 | 4.                   | 467 832             | 25,6                | 1.                  | [ 21 ] |
| 2. élő show                        | 2024. november 16.   | szombat 20:00  | 633 159              | 17,1                 | 8.                   | 396 346             | 20,0                | 1.                  | [ 22 ] |
| 3. élő show                        | 2024. november 23.   | szombat 20:00  | 648 561              | 18,6                 | 9.                   | 398 632             | 22,4                | 2.                  | [ 23 ] |
| 4. élő show (Elődöntő)             | 2024. november 30.   | szombat 20:00  | 639 645              | 17,5                 | 8.                   | 391 074             | 20,6                | 2.                  | [ 24 ] |
| 5. élő show (Döntő)                | 2024. december 7.    | szombat 20:00  | 600 373              | 17,0                 | 9.                   | 385 531             | 21,4                | 2.                  | [ 25 ] |